# Hexatoma (Hexatoma) kinnara
Hexatoma (Hexatoma) kinnara is een tweevleugelige uit de familie steltmuggen (Limoniidae). De soort komt voor in het Oriëntaals gebied.